# Sogno (periodico)
Sogno è una rivista italiana di fotoromanzi.

## Descrizione
Fondata nel 1947 come «Il mio Sogno», fu per oltre due decenni una delle riviste del suo genere più diffuse, in competizione con la testata rivale Grand Hotel. Tra i suoi direttori figurano firme importanti del giornalismo come Carlo Mazzoni, Nullo Cantaroni e Carlo Palumbo, e in redazione il futuro regista Dario Argento.
Acquistata dalla casa editrice Lancio negli anni settanta, la rivista esce nelle edicole con cadenza mensile.
- Direttore responsabile: Italo Tassotti.
- Redattore capo: Anita Paglia.
- Redazione romana è composta da: Milena Cardarelli, Silvia Tacconi, Alina Mita, Dario Argento.
- Collaboratori esterni: Daniela Rumi, Gabriella Vaccher, Gastone Caron, Franca Borasio, Giacomo Rea, Adriano Tossini, Fabio Martino, Corrado Corsi, Mino Colao, Francois Hardy, Rosa Esposito, Roberto Demi, Giorgio Berti, Nino Castelnuovo, Giacomo Res, Danielle Vergalli, Franco Valenti, Romina Power, Adamo, Maria Pia Gardini. (dietro alcuni nomi si nascondono noti giornalisti).
- Servizi fotografici: Vittoriano Rastelli.

Dario Argento in quel periodo collabora anche con il quotidiano «Paese Sera» e scrive sceneggiature per film.
- Rubriche: Sogno TV, Programmi Tv (I e II Canale Rai con spazio a Rai Radio).
- Rubriche: La Posta di Mirella, I Consigli di Tania, La Posta di Carletto, Oroscopo, Ditelo a Liala, Le Ore della Casa, Il Club Yè Yè, Sogno Yè Yè,
- Romanzi pubblicati a puntate di: Luciana Peverelli, Rossana Carraro, Barbara Antonelli, Maria Teresa Gelli, Natalia Forte, Angelo Saccarella e altri.
- Fumetti a puntate interpretati da: Amedeo Nazzari, Gabriella Farinon, Lydia Alfonsi, Anna Identici, Fabrizio Capucci, Andrea Bosic, Lorella De Luca e altri.
- Una copertina di Sogno del 1950, dedicata a Sophia Loren (allora Sofia Lazzaro), viene esposta al Museum of Modern Art di New York.

Nel 2011 la rivista ha cessato le pubblicazioni.
Il 24 luglio 2020 Sogno è tornata nelle edicole, pubblicata da Sprea Editori e diretta da Francesco Coniglio sotto la supervisione di Mario Sprea. Oltre a riproporre i classici fotoromanzi degli anni settanta, il settimanale presenta fotoromanzi inediti e numerosi redazionali.